# Copa de Portugal 1940-41
La copa de Portugal 1940-41 fue la tercera temporada de la copa de Portugal, torneo nacional organizado por la Federación Portuguesa de Fútbol (FPF). En sus inicios fue una de las competiciones más relevantes en Portugal. A diferencia de otros torneos, la copa de Portugal agrupa a clubes de diferentes categorías, desde la primera hasta la segunda y tercera y otros regionales.
La final se jugó el 22 de junio de 1941 entre Sporting Clube de Portugal y Clube de Futebol Os Belenenses. El campeón del certamen fue el Sporting Clube, después de haber ganado 4-1 al Belenenses, en el estadio Campo das Salésias.

## Equipos participantes
Todos los equipos:
| - Associação Académica de Coimbra - Futebol Clube Barreirense - Clube de Futebol Os Belenenses - Sport Lisboa e Benfica - Boavista Futebol Clube - Futebol Clube do Porto - Sporting Clube de Portugal - Clube de Futebol Os Unidos | - Leça Futebol Clube - Sporting Clube Olhanense - Operário Futebol Clube de Lisboa - Seixal Futebol Clube - Sporting Clube da Covilhã - Vitória Sport Clube - Clube de Futebol União |

## Rondas eliminatorias

### Primera ronda
| Equipo 1              | Agr. | Equipo 2             | Ida  | Vuelta |
| --------------------- | ---- | -------------------- | ---- | ------ |
| Belenenses            | 13–0 | Sporting da Covilhã  | 7–0  | 6–0    |
| Benfica               | 11–1 | Casa Pia             | 9–0  | 2–1    |
| Boavista              | 6–5  | Académica de Coimbra | 1–5  | 5–0    |
| Barreirense           | 4–1  | Académico do Porto   | 1–0  | 3–1    |
| Carcavelinhos         | 6–5  | Vitória de Setúbal   | 1–5  | 5–0    |
| Porto                 | 22–4 | Leixões              | 12–1 | 10–3   |
| Sporting CP           | 15–0 | Farense              | 6–0  | 9–0    |
| Estadísticas finales. |      |                      |      |        |

### Cuartos de final
| Equipo 1              | Agr. | Equipo 2      | Ida | Vuelta |
| --------------------- | ---- | ------------- | --- | ------ |
| Belenenses            | 5–4  | Sporting CP   | 4–1 | 1–3    |
| Benfica               | 8–2  | Carcavelinhos | 6–1 | 2–1    |
| Barreirense           | 8–2  | Marítimo      | 3–2 | 5–0    |
| Porto                 | 13–0 | Boavista      | 7–0 | 6–0    |
| Estadísticas finales. |      |               |     |        |

### Semifinales
| Equipo 1              | Agr. | Equipo 2    | Ida | Vuelta |
| --------------------- | ---- | ----------- | --- | ------ |
| Belenenses            | 5–5  | Porto       | 1–1 | 4–4    |
| Benfica               | 7–3  | Barreirense | 5–2 | 2–1    |
| Estadísticas finales. |      |             |     |        |

### Final
| 22 de junio de 1941 | Sporting Clube de Portugal | 4 - 1   | Clube de Futebol Os Belenenses  | Campo das Salésias, Lisboa |                           |
|                     | Gilberto 53'               | Reporte | Cruz 36, 48, 52' - Peyroteo 79' | Árbitro(s): Álvaro Santos  | Árbitro(s): Álvaro Santos |